# St. Antonius (Trier)
Koordinaten: 49° 45′ 10,8″ N, 6° 38′ 10,3″ O
St. Antonius ist eine römisch-katholische Kirche in Trier. Sie liegt im Stadtteil Mitte an der Antoniusstraße beim Viehmarkt und gehört zur Pfarrei Liebfrauen im Bistum Trier.

## Geschichte und Architektur

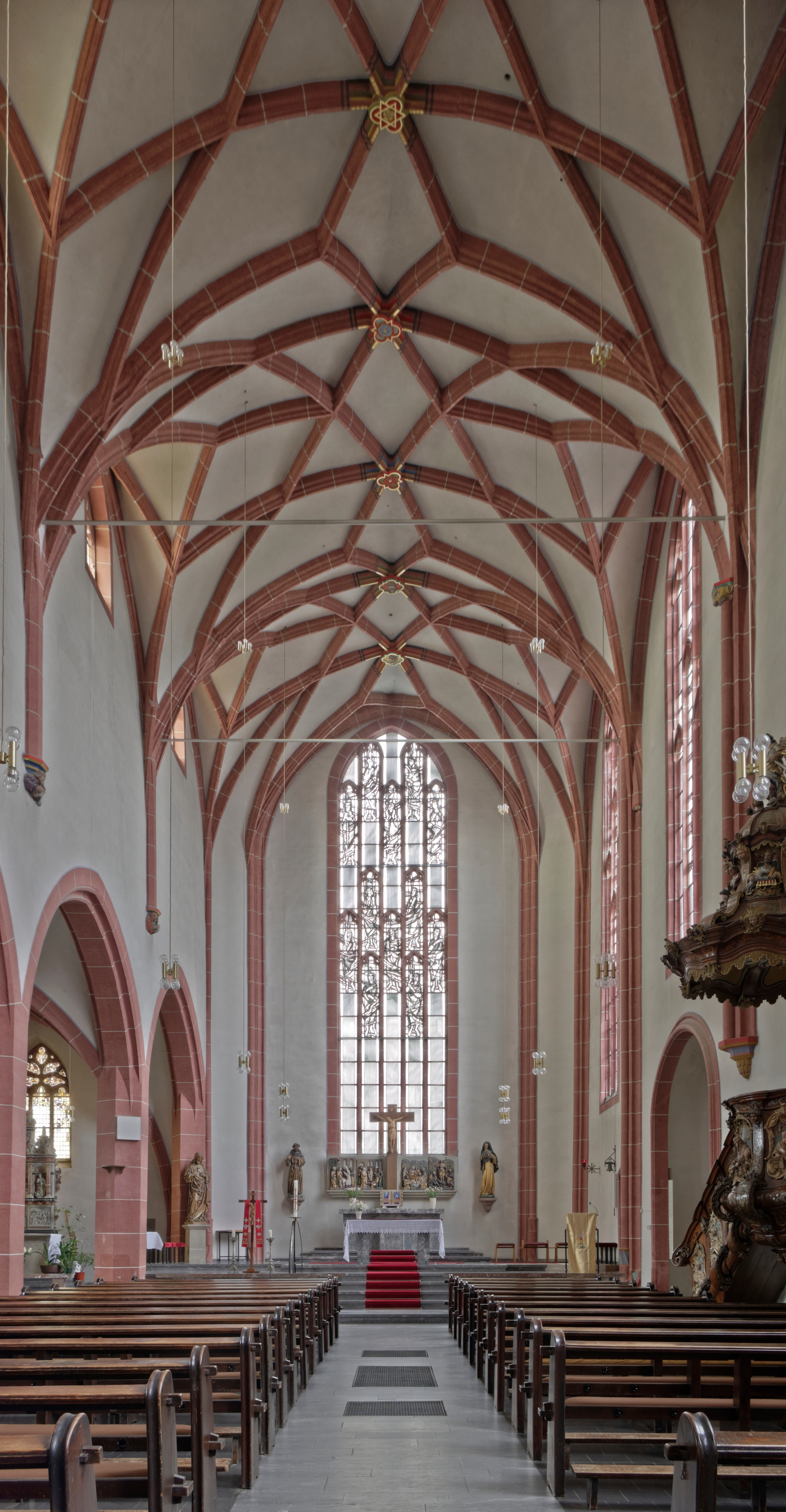
Blick durch das Mittelschiff zum Altarfenster

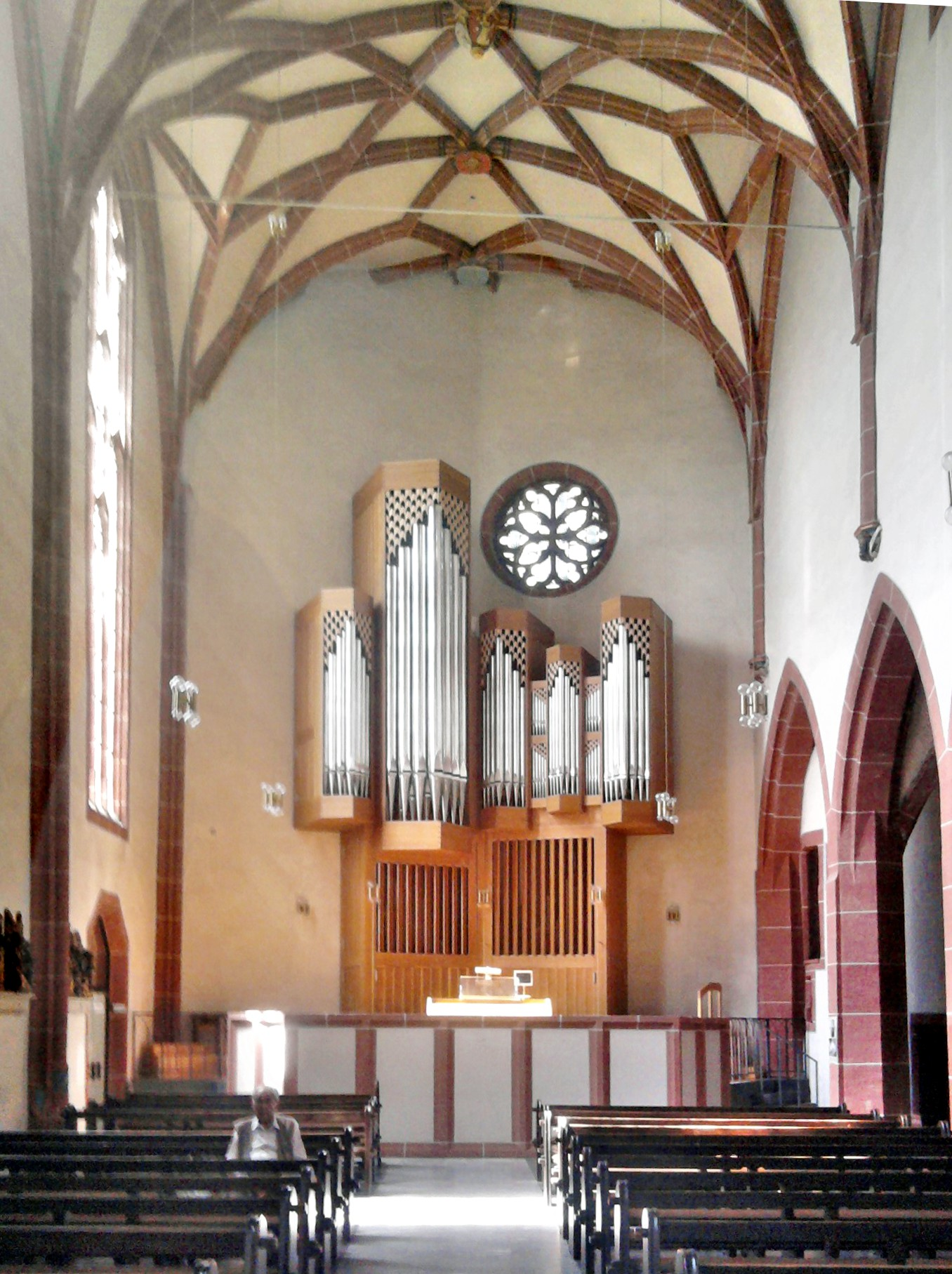
Blick zur Orgel

Die Kirche mit dem Patrozinium des heiligen Einsiedlers Antonius wurde zwischen 1458 und 1514 im Südwesten des heute nicht mehr existierenden Kapuzinerberings erbaut. Sie entstand aus einer St.-Antonius-Kapelle als Nachfolgebau der außerhalb der Stadtmauer befindlichen Kirche St. Maria zur Brücke (Sancta Maria ad pontem), deren abseitige Lage zu ihrem Bedeutungsverlust beitrug. Der Stil von St. Antonius war entsprechend der Bauzeit ursprünglich spätgotisch, wurde jedoch später um Elemente des Rokoko ergänzt. Der eher schlicht gestaltete Innenraum besteht in unsymmetrischer Zweischiffigkeit aus dem hohen Hauptschiff mit Netzgewölbe und einem niedrigen Seitenschiff mit einer für gotische Kirchen typischen Weiträumigkeit und Lichtfülle. Der rechteckige Chorabschluss verfügt über ein die ganze Chorwand beherrschendes Fenster.
Im Zweiten Weltkrieg wurde die Kirche schwer beschädigt, unter anderem zwei von Alexander Linnemann aus Frankfurt vor 1900 geschaffene Fenster, zu denen sich Unterlagen im Linnemann-Archiv befinden. Der Wiederaufbau nach Plänen des Trierer Architekten Heinrich Otto Vogel stellte den alten Zustand der Kirche, insbesondere das weitgehend zerstörte Gewölbe, wieder her.

## Innenausstattung
Die Rokoko-Kanzel von 1762, möglicherweise aus der Werkstatt des Ferdinand Tietz, kam 1812 als Teil der Ausstattung des zu dieser Zeit abgerissenen Trierer Dominikanerklosters in der Nähe des Doms in die Kirche. Sie ist reichhaltig mit Darstellungen von Evangelisten, Kirchenvätern und Dominikanern verziert.
Im Seitenschiff befinden sich zwei Sandstein-Epitaphe aus der Werkstatt Hans Rupprecht Hoffmanns von 1607 und 1609, eines für den Bürgermeister Cornelius Schott, das andere für den Sendschöffen Leonhard Eisenkrämer. Ebenso steht dort ein Johannesaltar der Familie Manternach, geschaffen von Jacob Conchardt.
An der Südwand des Hauptschiffs befindet sich eine Antoniusgrotte, 1780 gestiftet von Bürgermeister Gottbill.

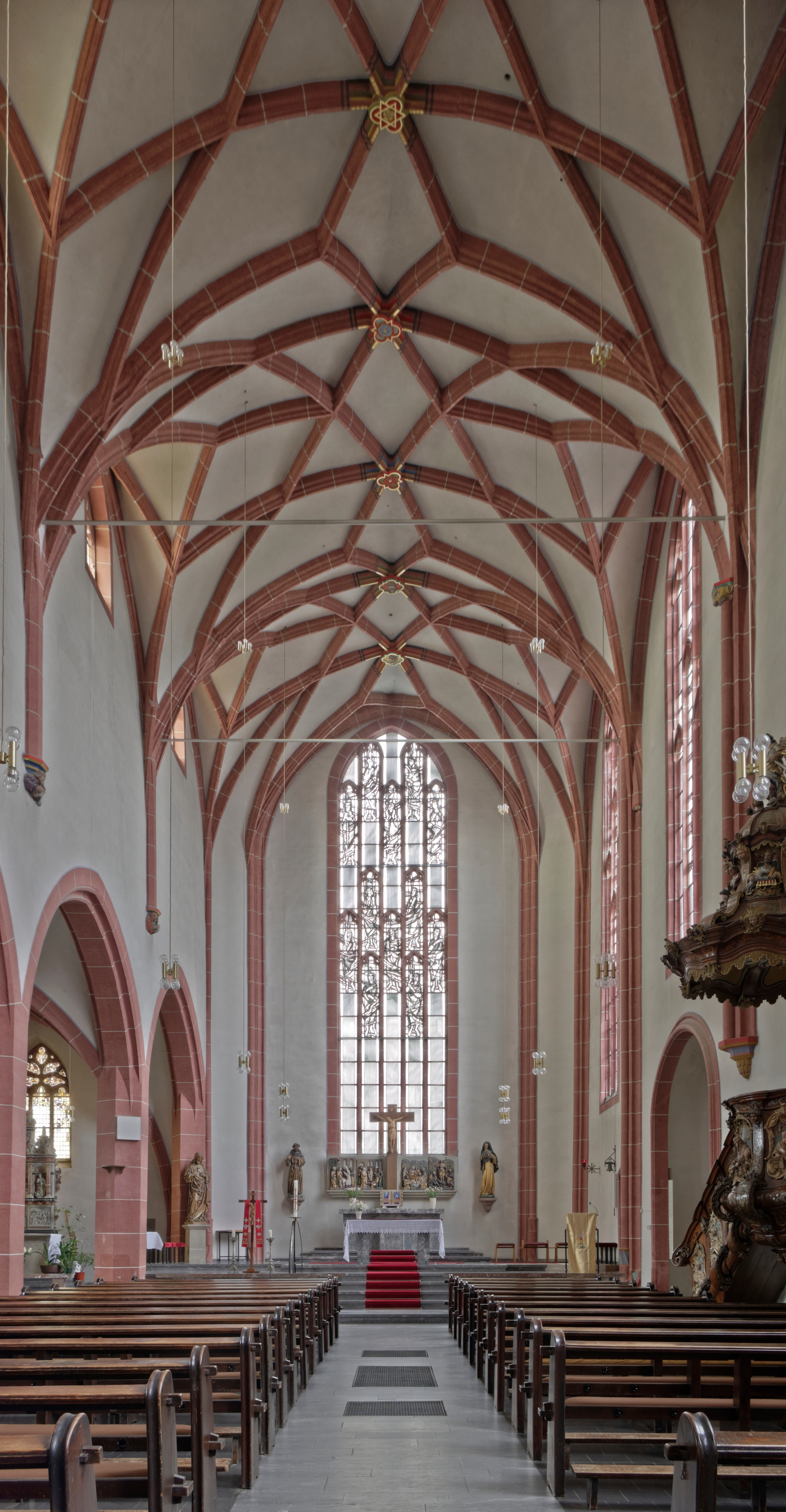
Mittelschiff
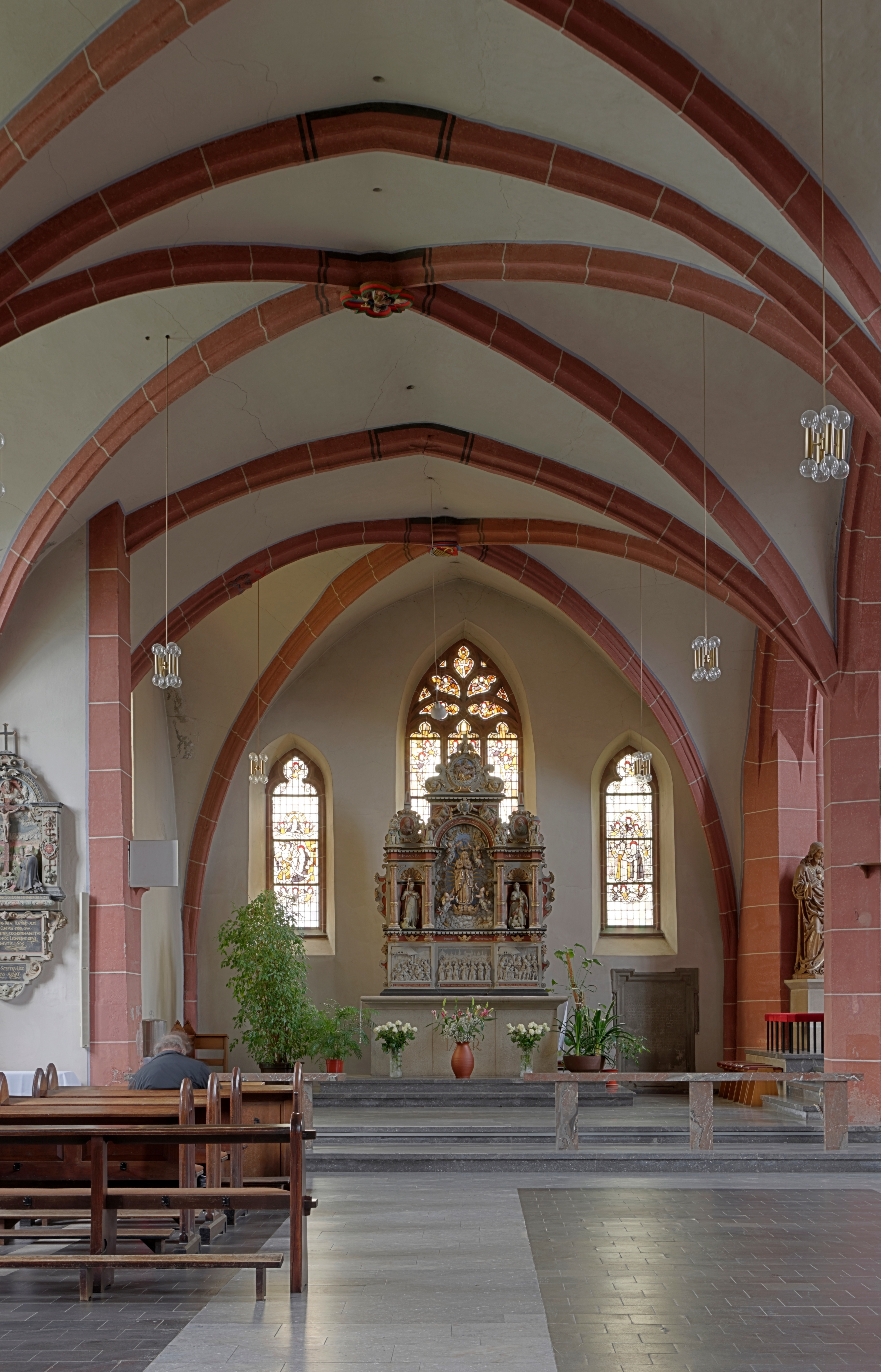
Seitenschiff
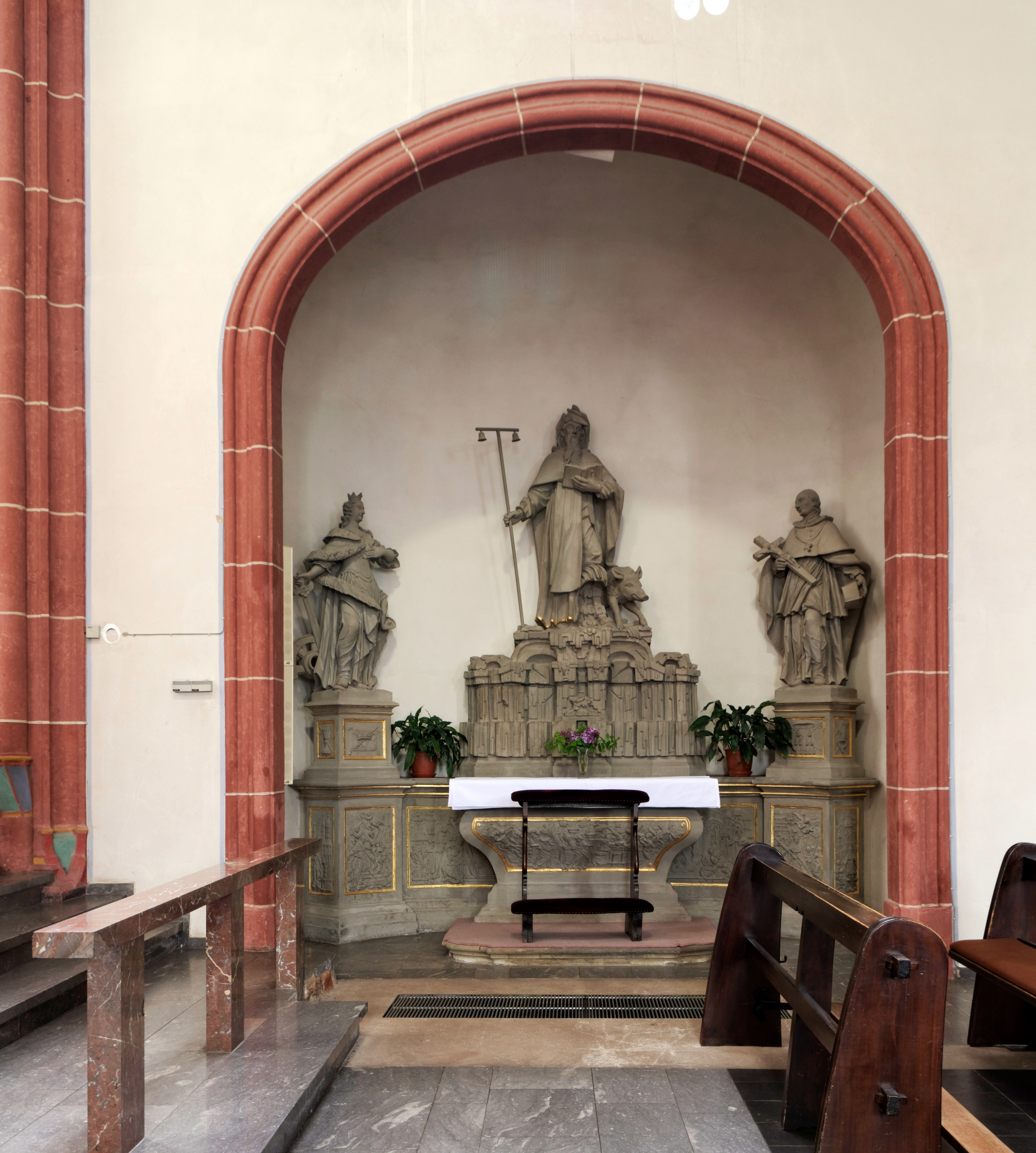
Antoniusgrotte
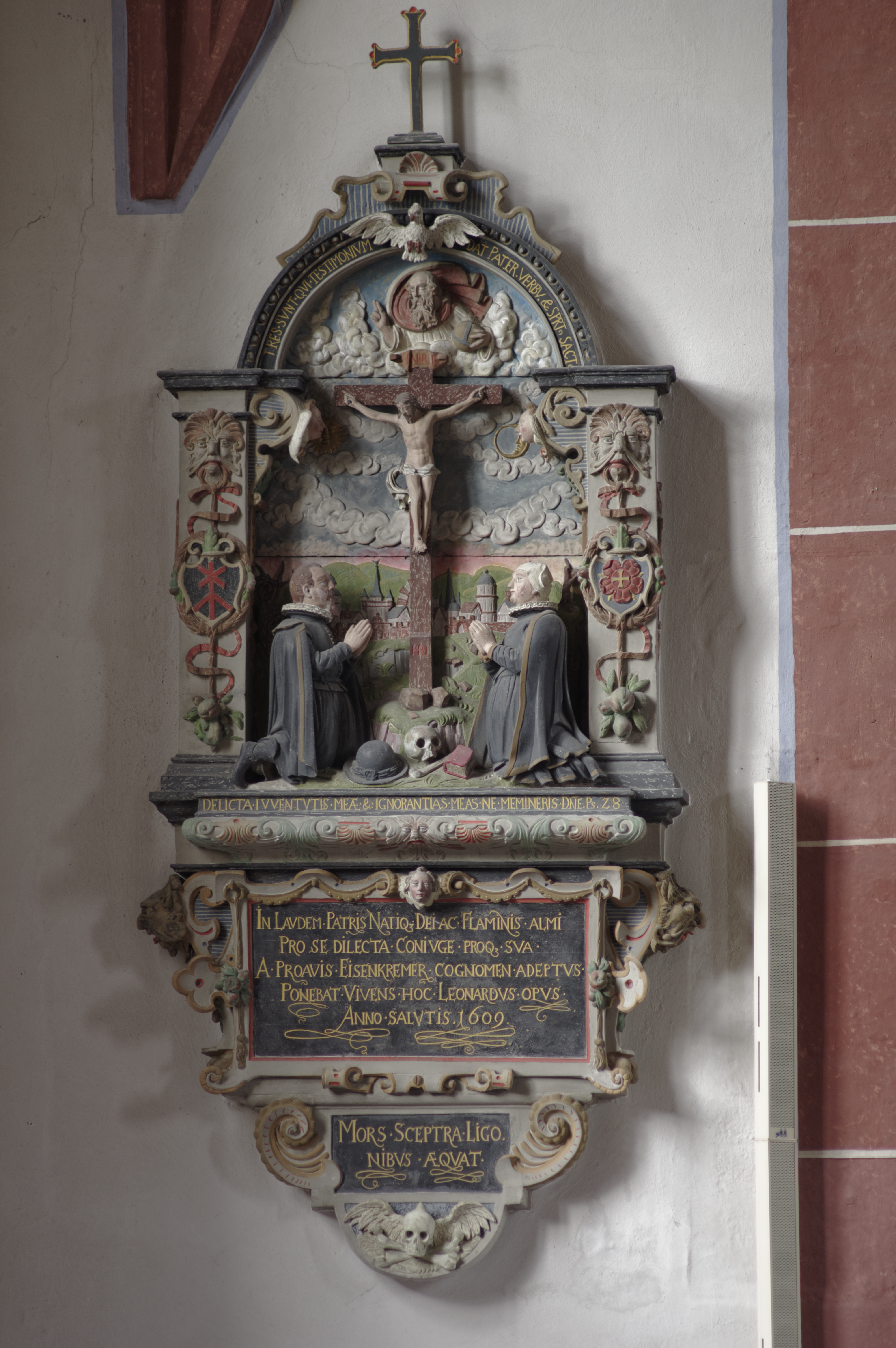
Epitaph Schott
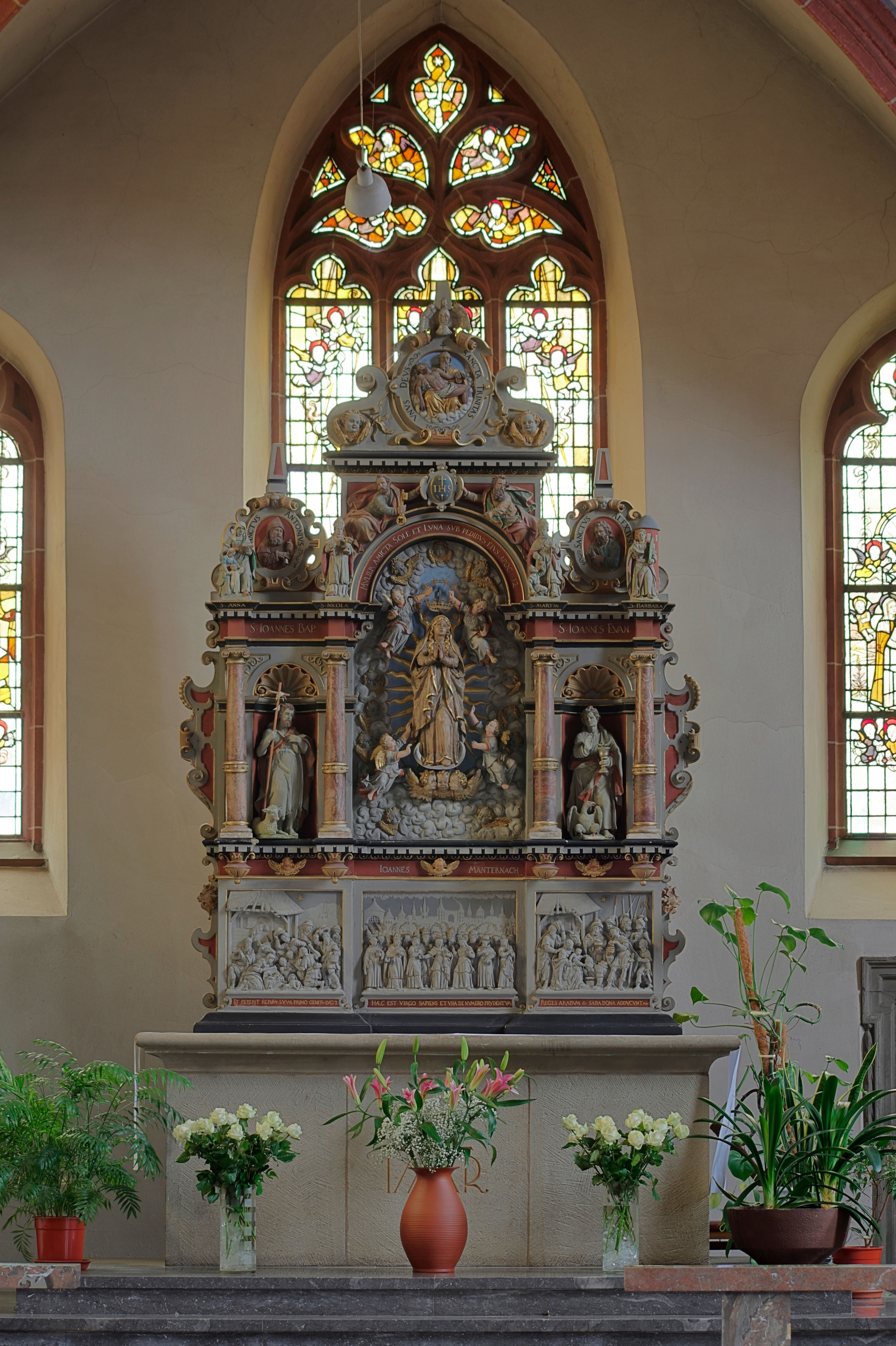
Johannesaltar
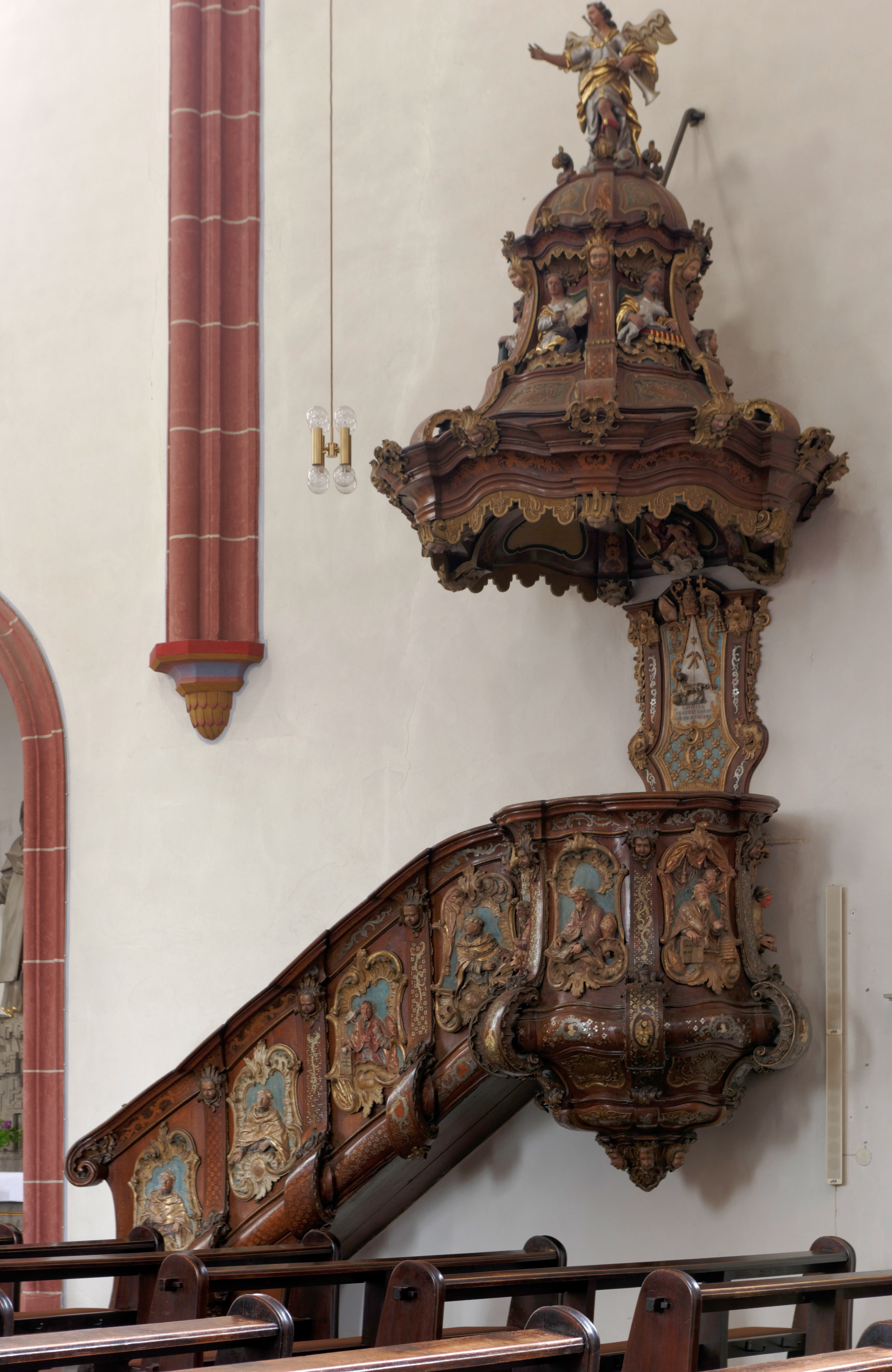
Rokoko-Kanzel aus dem Dominikanerkloster Trier

## Orgel

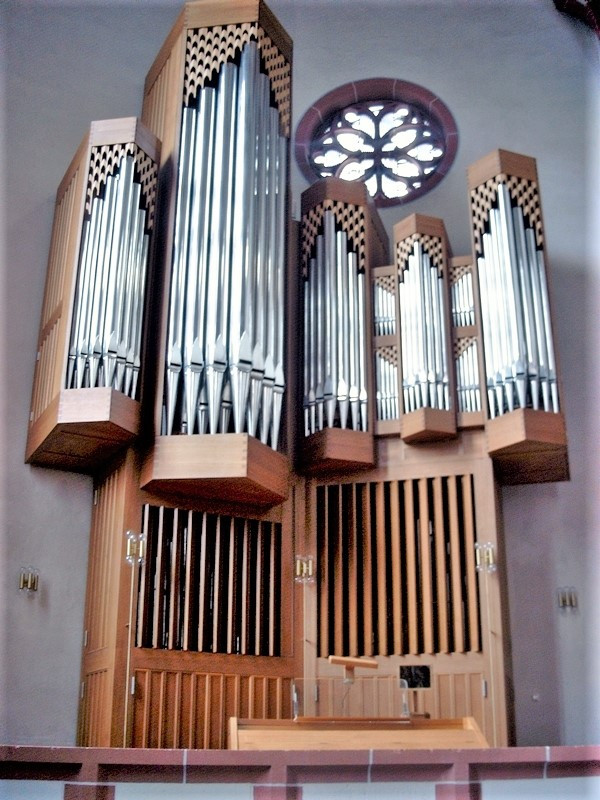
Tzschöckel-Orgel

Die heutige Orgel der Kirche stammt von Orgelbau Tzschöckel aus Althütte und ist deren Opus 300. Sie wurde 1995 errichtet und ersetzte ein kleineres elektropneumatisches Rohlfing-Instrument. Die Orgel hat 38 Register auf drei Manualen und Pedal sowie eine mechanische Spiel- und elektrische Registertraktur und mechanische Schleifladen. Die Disposition ist wie folgt:
| I Hauptwerk C–g3 |             |       |
| 1.               | Bourdon     | 16'   |
| 2.               | Principal   | 8'    |
| 3.               | Rohrgedackt | 8'    |
| 4.               | Spitzgambe  | 8'    |
| 5.               | Oktave      | 4'    |
| 6.               | Gemshorn    | 4'    |
| 7.               | Quinte      | 2 ⁄3' |
| 8.               | Superoktave | 2'    |
| 9.               | Mixtur IV   | 1 ⁄3' |
| 10.              | Trompete    | 8'    |
|                  | Tremulant   |       |

| II Positiv C–g3 |            |        |
| 11.             | Gedackt    | 8'     |
| 12.             | Principal  | 4'     |
| 13.             | Rohrflöte  | 4'     |
| 14.             | Nasat      | 2 ⁄3'  |
| 15.             | Blockflöte | 2'     |
| 16.             | Terz       | 1 3⁄5' |
| 17.             | Larigot    | 1 ⁄3'  |
| 18.             | Sifflöte   | 1'     |
| 19.             | Krummhorn  | 8'     |
|                 | Tremulant  |        |

| III Schwellwerk C–g3 |                 |       |
| 20.                  | Geigenprincipal | 8'    |
| 21.                  | Holzflöte       | 8'    |
| 22.                  | Salicional      | 8'    |
| 23.                  | Vox coelestis   | 8'    |
| 24.                  | Fugara          | 4'    |
| 25.                  | Traversflöte    | 4'    |
| 26.                  | Doublett        | 2'    |
| 27.                  | Mixtur IV       | 2 ⁄3' |
| 28.                  | Basson          | 16'   |
| 29.                  | Hautbois        | 8'    |
| 30.                  | Clairon         | 4'    |
|                      | Tremulant       |       |

| Pedal C–f1 |                 |            |
| 31.        | Principal       | 16'        |
| 32.        | Subbaß          | 16'        |
| 33.        | Oktave          | 8'         |
| 34.        | Gedecktbaß      | 8'         |
| 35.        | Choralbaß       | 4'         |
| 36.        | Rauschpfeife II | 2' + 1 ⁄3' |
| 37.        | Posaune         | 16'        |
| 38.        | Trompete        | 8'         |

Koppeln: II/I, III/I, III/II, I/P, II/P, III/P, III/P (Super)
Spielhilfen: 64 Setzerkombinationen, Tutti, Zungeneinzelabesteller, Zungen Ab